# 齿冠草属
齿冠草属（学名：Myriactis），也称黏冠草属，是菊科下的一个属，为直立、一年生草本植物。该属共有2－3种，分布于非洲和亚洲。